# John Pandeni

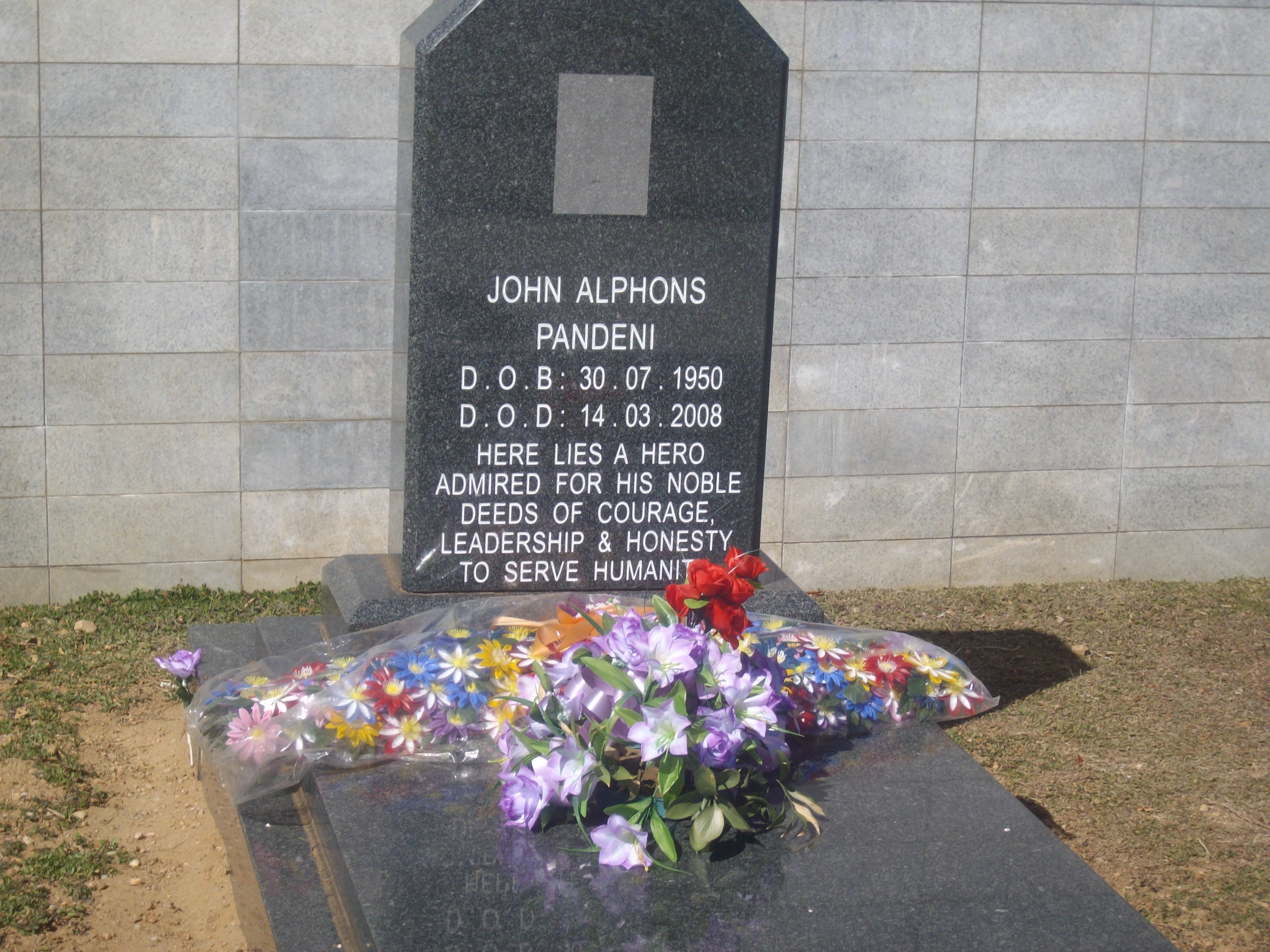
Grab von Pandeni auf dem Heldenacker

John Alphons Pandeni, auch Alfons (* 30. Juli 1950 in Omundjala, Südwestafrika; † 14. März 2008 in Windhoek), war ein namibischer Freiheitskämpfer, Politiker und Gewerkschafter. Pandeni war von 2005 bis zu seinem Tod Regionalminister im Kabinett Pohamba I. Er war Mitglied der SWAPO.

## Leben
Pandeni wurde militärisch in Tansania und Angola ausgebildet. 1978 wurde er im Rahmen von Anti-Apartheid-Demonstrationen als Mitglied der People’s Liberation Army of Namibia festgenommen. Er war anschließend bis 1985 auf Robben Island interniert. Nach seiner Freilassung wurde Pandeni Gründungssekretär der Namibia Food and Allied Workers Union, der er bis 1992 vorstand, ehe er in die Politik einstieg. Zunächst war Pandeni Regionalratsabgeordneter in Katutura, in den am 31. Oktober 2012 nach ihm benannten Wahlkreis John Alfons Pandeni. Von 1993 bis 2004 war er Regionalgouverneur von Khomas, ehe er 2005 Minister wurde.
Pandeni wurde nach seinem Tod durch einen Verkehrsunfall in den Heldenstatus erhoben und auf dem Heldenacker am Südrand von Windhoek beigesetzt.